# 가사하라정
가사하라정(일본어: 笠原町)은 일본 기후현 다지미시의 정명이자 과거 기후현 도키군에 존재했던 정이다. 우편번호는 507-0901, 면적은 13.45km2이다.

## 역사
- 1889년 7월 1일 - 정촌제 시행으로 도키군 가사하라촌(笠原村) 성립하였다. (1차)
- 1923년 10월 10일 - 정으로 승격해 가사하라정(笠原町)이 되었다. (1차)
- 1951년 4월 1일 - 가사하라정(1차)이 다지마시에 편입하였다.
- 1952년 4월 1일 - 구 가사하라정(1차) 중 다키로(滝呂) 지구를 제외한 구역이 다지마시에서 분리되어 가사하라촌(笠原村) 성립하였다. (2차)
- 1952년 8월 1일 - 정제 시행으로 가사하라정(笠原町)이 되었다. (2차)
- 2006년 1월 23일 - 가사하라정(2차)이 다지마시에 편입되었다.

## 인구
2018년 9월 30일 현재 가구 수와 인구는 다음과 같다。
| 정명       | 가구수    | 인구    |
| ---------- | --------- | ------- |
| 가시하라초 | 4,069가구 | 9,790명 |

| 년     | 가구수 （가구） | 인구 （명） | 출처  |
| ------ | --------------- | ----------- | ----- |
| 1971년 | 2,991           | 12,687      | [ 5 ] |
| 1975년 | 3,363           | 13,273      | [ 5 ] |
| 2010년 | 3,550           | 10,277      | [ 1 ] |

## 참고 문헌
- 角川日本地名大辞典編纂委員会,『角川日本地名大辞典 21 岐阜県』1980, 角川書店